# Middelaldervåben
Middelaldervåben er våben fra den europæiske middelalder. Fra pile til komplekse maskiner, der opstod fra den middelalderlige krigsteknologi. De mest brugte våben var daggerter, økser, køller og spyd, mens sværd hovedsageligt blev brugt af riddere eller dem, der havde råd til at anskaffe sig dem.

## Håndvåben

### Skærende våben
Skærende våben sigter imod at påføre modstanderen snitsår. Pladerustning og ringbrynje er et effektivt forsvar.
- Sværd ældre
- Stridsøkse ældre
- Hellebard

### Knusende våben
Knusende våben sigter mod at knuse modstanderens knogler. Ringbrynjer yder ikke meget forsvar mod dem, da de giver efter. En vams (lavet af mange lag linned) blev ofte båret under rustninger.
- Stridskølle
- Stridshammer ældre
- Morgenstjerne
- Plejl
- Stav
- Stavvåben

### Stikvåben
- Sværd
- Hellebard
- Daggert, kniv
  - Nyredolk
  - Rondeldolk
- Krumsabel, sabel
- Langspyd
- Lanse
- Pike

## Skydevåben
- Armbrøst
- Bombarde (Kanon)
- Bue, se også bueskydning
  - Langbue
- Hagebøsse
- Slynge

### Kastevåben
- Kastespyd ældre
- Kasteøkse

## Dækvåben
- Rustning
  - Ringbrynje
  - Panserhandske
  - Pladerustning
- Skjold
- Buckler

## Middelalderlige befæstninger
- Slot
- Tårn
- Bymur
- Kirke
- Kastel
- Citadel
- Port

## Krigsmaskiner
- Rambuk
- Belejringstårn
- Kastemaskine
- Ballist
- Blide
- Krigsskib (normalt brugte man handelsskibe i krig)

## Belejring
- Rambuk eller murvædder
- Ballista
- Katapult
- Onager
- Galeon

## Eksterne referencer
- Dansk side om våbenskjolde fra middelalderen Arkiveret 21. januar 2014 hos  Wayback Machine
- Dansk side om våben fra middelalderen

- Wikimedia Commons har flere filer relateret til Middelaldervåben